# رشد پس از سانحه
رشد پس از سانحه یا رشد پس از حادثه (به انگلیسی: Post-traumatic growth) (به صورت مخفف: PTG)، تغییر روانشناختی مثبتی است که در نتیجه مبارزه با شرایط بسیار چالش برانگیز و بسیار پر استرس زندگی تجربه می شود.عبارت دیگر، رشد پس از سانحه نشان‌دهنده این است که افراد می‌توانند با وجود تجربه رویدادهای آسیب‌زا، از آن‌ها درس گرفته و به رشد شخصی و روانی دست یابند. این رشد ممکن است به شکل افزایش قدردانی از زندگی، قوی‌تر شدن روابط، درک بهتر از خود، احساسات معنوی قوی‌تر، یا کشف فرصت‌های جدید بروز کند.
این شرایط چالش های مهمی را برای منابع تطبیقی و سازگاری روانی فرد نشان می دهد و چالش های قابل توجهی را برای روش فرد برای درک جهان و جایگاهش در آن ایجاد می کند. رشد پس از سانحه شامل تغییرات روانشناختی "تغییر دهنده زندگی" در تفکر و ارتباط با جهان و خود است که به فرآیند شخصی تغییر کمک می کند که عمیقاً معنی دار است.
افرادی که رشد پس از سانحه را تجربه می کنند اغلب تغییرات را در پنج حوزه قدردانی از زندگی، ارتباط با دیگران، قدرت شخصی، امکانات جدید؛ و تغییر روحی، وجودی یا فلسفی زیر گزارش می کنند.
این تغییرات به این افراد اجازه می دهد تا برای درک بهتر خود به تجربه آسیب زا خود معنا بدهند، به آنها اجازه می دهد تا از تمام جنبه های زندگی خود قدردانی کنند، روابط قوی تر به آنها امکان می دهد همدلی را افزایش دهند در حالی که قدرت شخصی به انعطاف پذیری تبدیل می شود و تجربیات معنوی یا فلسفه به آنها کمک می کند تا باورهای اصلی جدید را در خود بگنجانند. این پنج حوزه به این افراد اجازه می دهد تا رشد کنند و در منابع مختلف اما به هم پیوسته معنا پیدا کنند.
رشد پس از سانحه در مقابل اختلال اضطراب پس از سانحه قرار دارد.

## زمینه
این درک عمومی که رنج و پریشانی می‌تواند به طور بالقوه منجر به تغییر مثبت شود، هزاران سال قدمت دارد. به عنوان مثال برخی از ایده‌ها و نوشته‌های اولیه عبرانیان، یونانیان و مسیحیان اولیه و همچنین برخی از آموزه‌های هندوئیسم، بودیسم، اسلام و همچنین آیین بهائیت حاوی عناصری از قدرت بالقوه دگرگون‌ کننده رنج هستند. تلاش برای درک و کشف معنای رنج انسان، موضوع اصلی بسیاری از پژوهش‌های فلسفی است و در آثار رمان‌نویسان، نمایشنامه‌نویسان و شاعران دیده می‌شود.
اصطلاح رشد پس از سانحه توسط روانشناسان ریچارد تدسکی و لارنس کالهون در دانشگاه کارولینای شمالی در شارلوت ابداع شد. به گفته تدسکی، ۸۹ درصد از بازماندگان حداقل یک جنبه از رشد پس از سانحه مانند قدردانی مجدد از زندگی را گزارش می‌دهند.
انواع این ایده شامل مدل رشد مرتبط با استرس پیشنهادی کریستال پارک است که حس مشتق‌شده از معنا را در زمینه سازگاری با موقعیت‌های چالش‌ برانگیز و استرس‌زا برجسته می‌کند. و مدل رشد خصمانه پیشنهادی جوزف و لینلی که رشد را با سلامت روان مرتبط می‌کند. طبق مدل رشد خصمانه، هر زمان که فردی در حال تجربه یک موقعیت چالش‌ برانگیز است، می‌تواند تجربه آسیب‌زا را در سیستم اعتقادی و جهان‌بینی فعلی خود ادغام کند یا می‌تواند باورهای خود را بر اساس تجربیات فعلی خود اصلاح کند. اگر فرد به طور مثبت اطلاعات مربوط به آسیب را بپذیرد و باورهای قبلی را جذب کند، رشد روانی می‌تواند پس از سختی رخ دهد.

## توسعه رشد پس از سانحه

### پیامدهای رشد پس از سانحه
آسیب روانی یک واکنش عاطفی است که در اثر وقایع شدید و ناراحت‌ کننده‌ای که خارج از محدوده طبیعی تجربیات انسانی هستند ایجاد می‌شود. اگرچه این ایده که ممکن است پس از یک آسیب، تغییر مثبت رخ دهد ممکن است متناقض به نظر برسد، اما رایج و مستند است. با این حال، همه کسانی که یک رویداد آسیب‌زا را تجربه می‌کنند، لزوماً رشد پس از آسیب را تجربه نمی‌کنند. دلیل این امر این است که رشد به عنوان نتیجه مستقیم آسیب رخ نمی‌دهد؛ بلکه مبارزه فرد با واقعیت جدید پس از آسیب است که در تعیین میزان رشد پس از آسیب بسیار مهم است.

### ایجاد رشد پس از سانحه
رشد پس از سانحه با تلاش برای سازگاری با مجموعه‌ای از شرایط بسیار منفی رخ می‌دهد که می‌تواند سطوح بالایی از پریشانی روانی مانند بحران‌های بزرگ زندگی را ایجاد کند که معمولاً واکنش‌های روانی ناخوشایندی را به دنبال دارد. چنین تجربیاتی اغلب روابط یا مفاهیم اصلی فرد را تغییر داده یا تجدید می‌کنند و منجر به رشد پس از سانحه می‌شوند.

### عوامل ترویجی
بسیاری از افراد پس از وقوع یک تجربه آسیب‌زا به طور گسترده در مورد آن فکر می‌کنند. در این زمینه، فکر کردن به گذشته لزوماً منفی نیست و می‌تواند به معنای همان درگیری شناختی باشد. وقتی این اتفاق می‌افتد، فرد منابع ذهنی خود را برای درک و معنا بخشیدن به تجربه خود سرمایه‌گذاری می‌کند. افراد معمولاً به این روش برای درک و توضیح تجربه خود (چرا؟ چگونه؟) و کشف چگونگی تأثیر تجربه‌ شان بر ادراکات و برنامه‌ هایشان (این به چه معناست؟ حالا چه؟) مشارکت می‌کنند. اگرچه هیچ‌کدام کاملاً بد نیستند اما فکر کردن عمدی به جای فکر کردن سرزده می‌تواند در ایجاد رشد مؤثر تر باشد.
مشخص شده است افرادی که رشد پس از سانحه را تجربه کردن ویژگی هایی نظیر: گشودگی، سازگاری، رفتارهای نوع‌ دوستانه، برونگرایی، وظیفه‌ شناسی، حس انسجام، حس هدفمندی، امیدواری و روان‌رنجوری پایین با رشد پس از سانحه مرتبط هستند. خودشیفتگی علیرغم نامطلوب بودن در سایر جنبه‌ها، با رشد پس از سانحه نیز مرتبط است. این ویژگی‌ها ممکن است ظرفیت فرد را برای سازگاری با آسیب‌ها افزایش دهد.
همچنین نشان داده شده است که معنویت با رشد پس از سانحه همبستگی بالایی دارد و در واقع بسیاری از عمیق‌ترین باورهای معنوی نتیجه قرار گرفتن در معرض تروما هستند.